# 新普韋布洛 (法爾孔州)
新普韋布洛（西班牙語：Pueblo Nuevo），是委內瑞拉的城鎮，位於該國西北部法爾孔州，是法爾孔市的首府，始建於十七世紀，主要經濟活動有農業、畜牧業和旅遊業。